# Danny Fütterer
Danny Fütterer (* 28. August 1975) ist ein ehemaliger deutscher Fußballspieler.

## Karriere
Fütterer wechselte aus der Jugend des SC Weyhe zu Werder Bremen. Mit der A-Jugend Werders trat er unter dem späteren Bremer Meistertrainer Thomas Schaaf im Finale um die Deutsche A-Jugend Fußballmeisterschaft 1993/94 an. Im Stadion Delmenhorst traf er auf Borussia Dortmund. Der BVB gewann 3:2. In die Torschützenliste konnte sich auf Dortmunder Seite einmal Lars Ricken und zweimal Ibrahim Tanko eintragen.
Anschließend spielte Fütterer zwölf Jahre für Werders Amateure, zwischenzeitlich kam er in der Bundesliga einmal zum Einsatz. In der Saison 1998/99 spielte er am 31. Spieltag gegen Eintracht Frankfurt. Er stand in der Startelf, wurde bereits in der 39. Spielminute von Trainer Felix Magath ausgewechselt. 2005 wechselte er zum VSK Osterholz-Scharmbeck, später spielte er noch für Victoria Bremen und den Brinkumer SV.